# Málnai Mihály
Málnai Mihály Lipót, Manheimer (Pest, 1860. december 3. – Budapest, Erzsébetváros, 1945. április 6.) bölcseleti doktor, tanítóképző-tanár. Málnai Béla építész, díszlettervező bátyja.

## Élete
Manheimer Henrik sütőmester és Markbreit Róza gyermekeként született. Középiskoláit szülővárosában végezte, majd egyetemi tanulmányait Pesten, Jénában és Lipcsében folytatta. Középiskolákra nyert képesítést a történelemből és bölcseletből. 1886-tól 1920-ig rendes tanár volt az Országos Izraelita Tanítóképző-Intézetben. 1893-tól az Aranyosi-féle Felső Kereskedelmi Iskolában is tanított neveléstant és földrajzot.
1898. december 15-én a Terézvárosban házasságot kötött Silbermann Annával (1861–1915), aki három évvel korábban iskolát alapított. Az intézet eleinte polgári iskolaként működött, majd 1910-től kezdve fokozatosan felsőleányiskolává alakult. A teljes hétosztályos iskola kiépítése az 1919/1920-as tanévre fejeződött be. 1927 szeptemberétől leánylíceumként működött. Fenntartója és az iskola igazgatója az intézmény megalakulásától kezdve Málnai Mihály volt.
Cikkeket írt az Országos Tanáregylet Közlönyébe (1883–1884. Az iskolai fegyelemről); a Néptanítók Lapjába (1888. A népiskolai tanterv kérdéséhez); a Magyar Paedagogiába (1892. Irodalmi oktatás a népiskolákban, 1898. a képzőintézeti tantervjavaslat); a Magyar Tanítóképzőbe (1890. A gyakorlati kiképzés Berlinben, A gyakorlati kiképzés az országos izraelita tanítóképzőben, A gyakorlati tanítás a párisi nemzetközi congressuson, Az általános és szakképzés viszonya a tanítóképző-intézetben, A tanítóképző-intézet tanterv órabeosztása), az Izraelita Tanügyi Értesítőbe stb.
Tagja volt az Izraelita Magyar Irodalmi Társulatnak.
A Kozma utcai izraelita temetőben nyugszik (9. parcella, 21. sor, 13. sír).

## Családja
1898. december 15-én Budapesten, a Terézvárosban házasságot kötött Silbermann Anna (1861–1915) leánynevelő-intézet tulajdonossal. Első felesége halála után újranősült, s 1916. szeptember 3-án Budapesten, a Terézvárosban elvette Bachrach Irmát.
Gyermeke (első feleségétől) Málnai Ernesztina, aki Mende László bankár felesége volt.

## Munkái
- Locke és Leibnitz vitája a velünk született eszmékről (Budapest, 1883)
- A történet tanításáról. Budapest, 1886. (Mind a kettő különnyomat a Magyar Tanügyből)